# Éminence iliopubienne
L'éminence iliopubienne (ou éminence iliopectinée) est une saillie osseuse du bord antérieur de l'os coxal située à la jonction entre l'ilium et la branche supérieure du pubis.
Le bord de l'éminence contribue à la ligne terminale dans la continuité de la ligne arquée de l'ilion et contribue au bord latéral du détroit supérieur.